# Club Drive
Club Drive — компьютерная игра в жанре автосимулятор, разработанная и выпущенная Atari для приставки Atari Jaguar в 1994 году.

## Игровой процесс
В игре присутствует несколько режимов: одиночная гонка, салки и т.д.
Игроки могут выбирать различные места, в которых будут проводиться гонки: Дикий Запад, Сан-Франциско и др.
Чтобы перейти на следующий уровень, игрок должен закончить гонку или собрать в игровой зоне Шары Силы.
В игре также присутствует режим для двух игроков.

## Графика
Как и во многих других трёхмерных играх для Jaguar, в игре практически не используются текстуры.

## Восприятие
Club Drive считается одной из худших игр для Atari Jaguar. Обозреватель GameFan Magazine отметил неудобное управление, абсурдный искусственный интеллект и разочаровывающий игровой процесс. Обозреватель Video Games & Computer Entertainment указал на плохое качество графики, управление, к которому невозможно привыкнуть, и звук двигателя, напоминающий жужжание мухи.